# Mădălina Guțu
Mădălina Guțu (n. 8 august 1991, Galați) este o gimnastă română, fostă componentă a echipei lărgite a lotului de gimnastică feminină a României la Jocurile Olimpice din anul 2008, care s-au desfășurat în China între 8 august și 31 august 2008.